# Jonas Van Genechten
Jonas Van Genechten (Lobbes, Hainaut, 16 de setembre de 1986) és un ciclista belga, professional des del 2007. Actualment corre a l'equip Cofidis. En el seu palmarès destaquen la victòria al Gran Premi Pino Cerami de 2013 i una etapa de la Volta a Polònia del 2014, i sobretot una etapa a la Volta a Espanya de 2016.

## Palmarès
- 2007
  - Vencedor d'una etapa al Tour de l'Alt Anjou
- 2008
  - Campió de Valònia en ruta
  - 1r a la Hasselt-Spa-Hasselt
- 2009
  - Campió de Valònia en ruta
  - 1r a la Zellik-Galmaarden
- 2010
  - Campió de Valònia en ruta
- 2011
  - 1r a la Kattekoers
- 2013
  - 1r al Gran Premi Pino Cerami
- 2014
  - 1r a la Druivenkoers Overijse
  - 1r al Gran Premi de Fourmies
  - 1r a la Gullegem Koerse
  - Vencedor d'una etapa a la Volta a Polònia
- 2015
  - Vencedor d'una etapa al Tour de Valònia
  - Vencedor d'una etapa a la Eurométropole Tour
- 2016
  - Vencedor d'una etapa a la Volta a Espanya
- 2018
  - 1r al Circuit de Houtland

### Resultats a la Volta a Espanya
- 2016. 144è de la classificació general. Vencedor d'una etapa
- 2017. Abandona (7a etapa)